# Església de l'Assumpció de la Mare de Déu (Torres de Segre)
L'Església de l'Assumpció de la Mare de Déu és una església amb elements barrocs i neoclàssics de Torres de Segre (Segrià) protegida com a Bé Cultural d'Interès Local.

## Descripció
Església de tres naus (la central més ampla) que segueix el model estilístic de les esglésies del segle xviii. La façana és barroca i a l'exterior es remarquen, com no s'acostuma a fer, els contraforts corresponents als arcs faixons.

## Història
Aquesta església fou malmesa durant la Guerra Civil i reedificada seguint el model de l'antiga per “Regiones Devastadas”.